# 1578
Il 1578 (MDLXXVIII in numeri romani) è un anno  del XVI secolo.

## Eventi
- In questo anno è edificato il Santuario della Madonna dei Tre Fiumi che si trova nel Mugello, vicino a Ronta.
- 20 luglio – A Roma, presso la Chiesa di San Giovanni a Porta Latina vengono arrestate undici persone, tutte di sesso maschile.[1]. L'accusa è quella di aver costituito un circolo segreto di uomini all'interno del quale si manifestavano legami di affetto omosessuale, si consumavano rapporti carnali e si consacravano vincoli matrimoniali tra persone dello stesso sesso osservando la liturgia ecclesiastica, con la complicità di alcuni frati. Il processo avanti al Tribunale Criminale del Governatore si concluse con una condanna esemplare per otto degli imputati, tutti ritenuti colpevoli dei reati di sodomia e profanazione dell'istituto matrimoniale. La pena inflitta fu la condanna a morte per impiccagione, eseguita il 13 agosto al Ponte Sant'Angelo, con successivo rogo degli otto corpi. Un frate venne assolto forse per evitare un coinvolgimento diretto della Chiesa cattolica. Altre due persone collaborarono solertemente ed evitarono la morte.[2][3][4]
- 4 agosto – Battaglia di Alcazarquivir: Sebastiano I del Portogallo viene sconfitto e ucciso in Marocco dalle truppe sadiane comandate da Abu Marwan Abd al-Malik I.
- 15 settembre – Viene portata a Torino la Sacra Sindone.

### America del Nord
- Aprile – Le truppe spagnole attaccano e bruciano un grande villaggio di nativi americani a Copocay (Florida), vendicandosi di attacchi precedenti. Sarà il precedente della dura repressione nei confronti delle popolazioni locali da parte delle successive ondate migratorie europee.
- 11 giugno – La Corona inglese concede il permesso di esplorazione e colonizzazione ufficiale a Sir Humphrey Gilbert per diverse parti dell'America Settentrionale, anche se mancano i fondi sufficienti per fondare una colonia.

## Nati

### Gennaio
- 7 gennaio - Agnese di Solms-Laubach, nobile tedesca († 1602)
- 28 gennaio - Cornelius Haga, diplomatico olandese († 1654)

### Aprile
- 1º aprile - William Harvey, medico inglese († 1657)
- 2 aprile - Francesco Amico, teologo italiano († 1651)
- 11 aprile - Vito Carrera, pittore italiano († 1623)
- 14 aprile - Filippo III di Spagna, re († 1621)
- 18 aprile - Ferdinando Carli, scrittore italiano († 1641)

### Giugno
- 5 giugno - Claudio di Guisa, nobile († 1657)
- 16 giugno - Benedetto Da Lezze, politico italiano († 1623)

### Luglio
- 9 luglio - Ferdinando II d'Asburgo, imperatore († 1637)
- 21 luglio - Isabella Gonzaga di Novellara, nobile italiana († 1630)
- 31 luglio - Caterina Belgica di Nassau, principessa († 1648)

### Agosto
- 5 agosto - Carlo d'Albert, nobile francese († 1621)
- 8 agosto - Matteo Rosselli, pittore italiano († 1650)
- 15 agosto - Claude Guillermet de Bérigard, filosofo francese († 1663)
- 17 agosto - Francesco Albani, pittore italiano († 1660)
- 17 agosto - Giovanni di Hohenzollern-Sigmaringen, conte († 1638)
- 24 agosto - John Taylor, scrittore e poeta inglese († 1653)

### Settembre
- 11 settembre - Vincenzo Maculani, cardinale e arcivescovo cattolico italiano († 1667)
- 12 settembre - Hieronymus Francken II, pittore fiammingo († 1623)
- 16 settembre - Adam Elsheimer, pittore e disegnatore tedesco († 1610)
- 26 settembre - Pasquale Ottino, pittore italiano († 1630)

### Ottobre
- 4 ottobre - Gianfrancesco Guidi di Bagno, cardinale italiano († 1641)
- 16 ottobre - Ariodante Bettei, commediografo italiano († 1649)
- 24 ottobre - Alessandro Rangoni, vescovo cattolico italiano († 1640)

### Novembre
- 1º novembre - Vincenzo Ugolini, compositore e cantore italiano († 1638)
- 4 novembre - Volfango Guglielmo del Palatinato-Neuburg, duca († 1653)
- 6 novembre - Massimiliano del Liechtenstein, generale austriaco
- 21 novembre - Francesco Ingoli, presbitero e giurista italiano († 1649)

### Dicembre
- 2 dicembre - Agostino Agazzari, compositore, organista e teorico della musica italiano († 1640)
- 7 dicembre - Battistello Caracciolo, pittore italiano († 1635)
- 20 dicembre - Enrico di Mayenne, nobile francese († 1621)

### Senza giorno specificato
- Angelo di Gesù Maria, religioso italiano († 1625)
- Jean-Baptiste Barbé, incisore, editore e mercante d'arte fiammingo († 1649)
- Luis Belmonte Bermúdez, poeta e drammaturgo spagnolo († 1650)
- Lawrence Beyerlinck, teologo e scrittore belga († 1627)
- Jacob Bidermann, gesuita e scrittore tedesco († 1649)
- Giovanni Battista Casali, storico e antiquario italiano († 1648)
- Benedetto Castelli, monaco cristiano, matematico e fisico italiano († 1643)
- Filippo I Colonna, nobile italiano († 1639)
- Giovanni Stefano Doria, doge († 1643)
- Pedro Espinosa, scrittore spagnolo († 1650)
- Diego Fernández de Córdoba, I marchese di Guadalcázar, nobile spagnolo († 1630)
- Alessandro Filonardi, vescovo cattolico italiano († 1645)
- Mary Fitton, inglese († 1647)
- Loreto de Franchis, vescovo cattolico italiano († 1638)
- Fede Galizia, pittrice italiana († 1630)
- Claudio I Gonzaga, nobile italiano († 1621)
- Juan Gutiérrez, vescovo cattolico spagnolo († 1649)
- Giusto Guérin, vescovo cattolico francese († 1645)
- Horio Tadauji, militare giapponese († 1604)
- Balthasar Lawers, pittore fiammingo († 1645)
- Ottavio Leoni, pittore e incisore italiano († 1630)
- Maeda Toshimasa, militare giapponese († 1633)
- Juan Bautista Maíno, pittore spagnolo († 1649)
- Francis Manners, VI conte di Rutland, nobile inglese († 1632)
- Mihrimah Sultan, principessa ottomana
- Mōri Katsunaga, militare giapponese († 1615)
- Stefano Pignatelli, cardinale italiano († 1623)
- François Ravaillac, insegnante e criminale francese († 1610)
- Niccolò Ridolfi, religioso italiano († 1650)
- Alonso Rodriguez, pittore italiano († 1648)
- Giovanni Francesco di Sales, vescovo cattolico francese († 1635)
- Giulio Sauli, doge († 1668)
- Bartolomeo Schedoni, pittore italiano († 1615)
- Cristiano Günther I di Schwarzburg-Sondershausen, nobile († 1642)
- Adriaan van den Spieghel, medico, chirurgo e botanico fiammingo († 1625)
- Jorge Manuel Theotocópuli, pittore, scultore e architetto spagnolo († 1631)
- Tiberio Titi, pittore italiano († 1637)
- Pio Torelli († 1612)
- Orazio Torriani, architetto italiano († 1657)
- Alessandro Turchi, pittore italiano († 1649)
- William Twisse, teologo scozzese († 1646)
- Antonio de Viana, storico, medico e poeta spagnolo († 1650)
- Yamada Arinaga, militare giapponese († 1668)
- Manuel de Almeida, missionario portoghese († 1646)
- Bibiana von Pernstein, nobile ceca († 1616)

## Morti

### Gennaio
- 1º gennaio - Alfonso Tornabuoni, vescovo cattolico italiano (n. 1506)
- 5 gennaio - Giulio Clovio, pittore italiano (n. 1498)
- 12 gennaio - Date Harumune, militare giapponese (n. 1519)
- 18 gennaio - Bartolomeo Concini, giurista italiano (n. 1507)
- 21 gennaio - Piyale Paşa, ammiraglio ottomano (n. 1515)
- 25 gennaio - Mihrimah Sultan, principessa ottomana (n. 1522)

### Febbraio
- 1º febbraio - Felice Tiranni, arcivescovo cattolico italiano (n. 1508)
- 12 febbraio - Caterina d'Asburgo, sovrana (n. 1507)
- 22 febbraio - Francesco d'Este, nobile italiano (n. 1516)
- 28 febbraio - Nicola di Pskov, religioso e santo russo

### Marzo
- 3 marzo - Michail Kantakouzenos, mercante e politico greco (n. 1510)
- 3 marzo - Sebastiano Venier, doge
- 4 marzo - Massimiliano Gonzaga, nobile italiano (n. 1513)
- 8 marzo - Elisabetta di Brandeburgo-Küstrin, principessa tedesca (n. 1540)
- 9 marzo - Margaret Douglas, contessa britannica (n. 1515)
- 12 marzo - Alessandro Piccolomini, letterato, astronomo e arcivescovo cattolico italiano (n. 1508)
- 29 marzo - Luigi di Guisa, cardinale francese (n. 1527)
- 31 marzo - Juan de Escobedo, politico spagnolo (n. 1530)

### Aprile
- 5 aprile - Henry Seymour, nobile inglese (n. 1503)
- 8 aprile - Akai Naomasa, militare giapponese (n. 1529)
- 11 aprile - Giovanna d'Austria, sovrana (n. 1547)
- 14 aprile - James Hepburn, IV conte di Bothwell,  scozzese
- 19 aprile - Uesugi Kenshin, militare giapponese (n. 1530)
- 20 aprile - Mary Grey, nobildonna inglese (n. 1545)

### Maggio
- 1º maggio - Guglielmo II di La Marck, ammiraglio olandese (n. 1542)
- 4 maggio - Martin Eisengrein, teologo tedesco (n. 1535)
- 23 maggio - Lorenzo Surio, monaco cristiano e storico tedesco (n. 1523)
- 25 maggio - Scolastica Oliveri, religiosa italiana

### Giugno
- 12 giugno - Kōsaka Masanobu, militare giapponese (n. 1527)
- 17 giugno - Paolo Burali d'Arezzo, cardinale e arcivescovo cattolico italiano (n. 1511)
- 18 giugno - Giovanni Battista Grassi, pittore italiano
- 28 giugno - Giovanni Anguissola, condottiero italiano (n. 1514)

### Luglio
- 5 luglio - Cristoforo Madruzzo, cardinale italiano (n. 1512)
- 5 luglio - Satomi Yoshihiro, militare giapponese (n. 1530)
- 25 luglio - Juan de Acuña, vescovo cattolico e diplomatico spagnolo

### Agosto
- 2 agosto - Giovanni Leonardo Di Bona, scacchista italiano (n. 1533)
- 4 agosto - Abu Abd Allah Muhammad II al-Mutawakkil, sultano marocchino
- 4 agosto - Abu Marwan Abd al-Malik I, sultano marocchino
- 4 agosto - João de Mendonça Furtado, militare portoghese (n. 1530)
- 4 agosto - Sebastiano I del Portogallo, re portoghese (n. 1554)
- 4 agosto - Thomas Stucley, nobile e militare britannico
- 8 agosto - Amago Katsuhisa, militare giapponese (n. 1553)
- 11 agosto - Pedro Nunes, matematico, cosmografo e cartografo portoghese (n. 1502)
- 14 agosto - Antonio Carafa, nobile italiano
- 20 agosto - Yamanaka Yukimori, militare giapponese (n. 1545)
- 28 agosto - Giovanni Battista Zelotti, pittore italiano (n. 1526)

### Settembre
- 3 settembre - Giulio Feltrio della Rovere, cardinale italiano (n. 1533)
- 4 settembre - Alfonsino d'Este, nobile italiano (n. 1560)
- 5 settembre - Giovanni Battista Rossi, religioso italiano (n. 1507)
- 12 settembre - Benedetto Pagni, pittore italiano (n. 1503)
- 22 settembre - Venceslao d'Asburgo,  austriaco (n. 1561)
- 23 settembre - Cassiano dal Pozzo, politico e magistrato italiano (n. 1498)
- 28 settembre - Francesco Mosca, scultore italiano

### Ottobre
- 1º ottobre - Giovanni d'Austria, generale, ammiraglio e diplomatico tedesco (n. 1547)
- 10 ottobre - Jean Bullant, architetto francese
- 18 ottobre - Ferdinando d'Asburgo, principe (n. 1571)

### Dicembre
- 3 dicembre - Gonzalo II Fernández de Córdoba, generale spagnolo (n. 1520)

### Senza giorno specificato
- Europa Anguissola, pittrice italiana
- Levan di Cachezia, re georgiano (n. 1504)
- Charles de Berlaymont, politico belga (n. 1510)
- Cristóbal Berrocal, vescovo cattolico spagnolo
- Giorgio Corner, vescovo cattolico italiano (n. 1524)
- Cornelis Cort, pittore e incisore olandese (n. 1530)
- Jane FitzAlan, nobile e letterata inglese (n. 1537)
- Gabriele Giolito de' Ferrari, tipografo e editore italiano
- Diego Hurtado de Mendoza y de la Cerda, nobile spagnolo (n. 1500)
- Juan Jufré, esploratore spagnolo (n. 1516)
- Urszula Kochanowska,  polacca (n. 1575)
- Paolo La Badessa, umanista e traduttore italiano (n. 1520)
- Pietro Lamo, pittore e scrittore italiano
- Bernardino Lanino, pittore italiano (n. 1512)
- Juan de Lebú,  nativo americano
- Girolamo Leoni, arcivescovo cattolico italiano
- Pierre Lescot, architetto francese (n. 1515)
- Livieno da Anversa, pittore e architetto olandese (n. 1503)
- Jerónimo Lomas Cantoral, poeta spagnolo
- Pietro Andrea Mattioli, umanista, medico e botanico italiano (n. 1501)
- Parrasio Micheli, pittore italiano
- Antonio Mizauld, astrologo e medico francese (n. 1510)
- Fabrizio Moncada, politico italiano
- Giovanni Oliva, arcivescovo cattolico italiano
- Hernando Pizarro, militare spagnolo (n. 1502)
- Francesco Portinaro, compositore e umanista italiano
- Giacomo Promontorio, doge (n. 1508)
- Raffaellino da Reggio, pittore italiano (n. 1550)
- Giovanni Antonio Rusconi, architetto e pittore italiano
- Benvenuto Stracca, giurista e economista italiano (n. 1509)
- Marquardo Susanna, giurista e avvocato italiano (n. 1508)
- Tirumala Deva Raya, re indiano
- Brunoro II Zampeschi, condottiero italiano (n. 1540)
- Andrea da Valle, architetto italiano
- Francisco de Aldana, diplomatico spagnolo (n. 1537)
- María de los Cobos Sarmiento de Mendoza, nobildonna spagnola (n. 1538)
- Antoine Escalin des Aimars, ammiraglio e ambasciatore francese (n. 1498)

## Calendario
| Calendario 1578 | Calendario 1578 | Calendario 1578 | Calendario 1578 | Calendario 1578 | Calendario 1578 | Calendario 1578 | Calendario 1578 | Calendario 1578 | Calendario 1578 | Calendario 1578 | Calendario 1578 | Calendario 1578 | Calendario 1578 | Calendario 1578 | Calendario 1578 | Calendario 1578 | Calendario 1578 | Calendario 1578 | Calendario 1578 | Calendario 1578 | Calendario 1578 | Calendario 1578 | Calendario 1578 | Calendario 1578 | Calendario 1578 | Calendario 1578 | Calendario 1578 | Calendario 1578 | Calendario 1578 | Calendario 1578 | Calendario 1578 | Calendario 1578 |
| --------------- | --------------- | --------------- | --------------- | --------------- | --------------- | --------------- | --------------- | --------------- | --------------- | --------------- | --------------- | --------------- | --------------- | --------------- | --------------- | --------------- | --------------- | --------------- | --------------- | --------------- | --------------- | --------------- | --------------- | --------------- | --------------- | --------------- | --------------- | --------------- | --------------- | --------------- | --------------- | --------------- |
|                 | 1               | 2               | 3               | 4               | 5               | 6               | 7               | 8               | 9               | 10              | 11              | 12              | 13              | 14              | 15              | 16              | 17              | 18              | 19              | 20              | 21              | 22              | 23              | 24              | 25              | 26              | 27              | 28              | 29              | 30              | 31              |                 |
| Gennaio         | Me              | Gi              | Ve              | Sa              | Do              | Lu              | Ma              | Me              | Gi              | Ve              | Sa              | Do              | Lu              | Ma              | Me              | Gi              | Ve              | Sa              | Do              | Lu              | Ma              | Me              | Gi              | Ve              | Sa              | Do              | Lu              | Ma              | Me              | Gi              | Ve              |                 |
| Febbraio        | Sa              | Do              | Lu              | Ma              | Me              | Gi              | Ve              | Sa              | Do              | Lu              | Ma              | Me              | Gi              | Ve              | Sa              | Do              | Lu              | Ma              | Me              | Gi              | Ve              | Sa              | Do              | Lu              | Ma              | Me              | Gi              | Ve              |                 |                 |                 |                 |
| Marzo           | Sa              | Do              | Lu              | Ma              | Me              | Gi              | Ve              | Sa              | Do              | Lu              | Ma              | Me              | Gi              | Ve              | Sa              | Do              | Lu              | Ma              | Me              | Gi              | Ve              | Sa              | Do              | Lu              | Ma              | Me              | Gi              | Ve              | Sa              | Do              | Lu              |                 |
| Aprile          | Ma              | Me              | Gi              | Ve              | Sa              | Do              | Lu              | Ma              | Me              | Gi              | Ve              | Sa              | Do              | Lu              | Ma              | Me              | Gi              | Ve              | Sa              | Do              | Lu              | Ma              | Me              | Gi              | Ve              | Sa              | Do              | Lu              | Ma              | Me              |                 |                 |
| Maggio          | Gi              | Ve              | Sa              | Do              | Lu              | Ma              | Me              | Gi              | Ve              | Sa              | Do              | Lu              | Ma              | Me              | Gi              | Ve              | Sa              | Do              | Lu              | Ma              | Me              | Gi              | Ve              | Sa              | Do              | Lu              | Ma              | Me              | Gi              | Ve              | Sa              |                 |
| Giugno          | Do              | Lu              | Ma              | Me              | Gi              | Ve              | Sa              | Do              | Lu              | Ma              | Me              | Gi              | Ve              | Sa              | Do              | Lu              | Ma              | Me              | Gi              | Ve              | Sa              | Do              | Lu              | Ma              | Me              | Gi              | Ve              | Sa              | Do              | Lu              |                 |                 |
| Luglio          | Ma              | Me              | Gi              | Ve              | Sa              | Do              | Lu              | Ma              | Me              | Gi              | Ve              | Sa              | Do              | Lu              | Ma              | Me              | Gi              | Ve              | Sa              | Do              | Lu              | Ma              | Me              | Gi              | Ve              | Sa              | Do              | Lu              | Ma              | Me              | Gi              |                 |
| Agosto          | Ve              | Sa              | Do              | Lu              | Ma              | Me              | Gi              | Ve              | Sa              | Do              | Lu              | Ma              | Me              | Gi              | Ve              | Sa              | Do              | Lu              | Ma              | Me              | Gi              | Ve              | Sa              | Do              | Lu              | Ma              | Me              | Gi              | Ve              | Sa              | Do              |                 |
| Settembre       | Lu              | Ma              | Me              | Gi              | Ve              | Sa              | Do              | Lu              | Ma              | Me              | Gi              | Ve              | Sa              | Do              | Lu              | Ma              | Me              | Gi              | Ve              | Sa              | Do              | Lu              | Ma              | Me              | Gi              | Ve              | Sa              | Do              | Lu              | Ma              |                 |                 |
| Ottobre         | Me              | Gi              | Ve              | Sa              | Do              | Lu              | Ma              | Me              | Gi              | Ve              | Sa              | Do              | Lu              | Ma              | Me              | Gi              | Ve              | Sa              | Do              | Lu              | Ma              | Me              | Gi              | Ve              | Sa              | Do              | Lu              | Ma              | Me              | Gi              | Ve              |                 |
| Novembre        | Sa              | Do              | Lu              | Ma              | Me              | Gi              | Ve              | Sa              | Do              | Lu              | Ma              | Me              | Gi              | Ve              | Sa              | Do              | Lu              | Ma              | Me              | Gi              | Ve              | Sa              | Do              | Lu              | Ma              | Me              | Gi              | Ve              | Sa              | Do              |                 |                 |
| Dicembre        | Lu              | Ma              | Me              | Gi              | Ve              | Sa              | Do              | Lu              | Ma              | Me              | Gi              | Ve              | Sa              | Do              | Lu              | Ma              | Me              | Gi              | Ve              | Sa              | Do              | Lu              | Ma              | Me              | Gi              | Ve              | Sa              | Do              | Lu              | Ma              | Me              |                 |